# Happiness (film, 1998)
Pour les articles homonymes, voir Happiness.
Pour plus de détails, voir Fiche technique et Distribution.
Happiness est un film américain réalisé par Todd Solondz en 1998.

## Synopsis
Joy Jordan est une trentenaire frustrée, elle vient encore de rompre avec son dernier petit ami et à la suite du suicide de celui-ci, elle décide de démissionner de son travail. Joy est un peu le mouton noir de sa famille.
À l'inverse, sa sœur Trish a elle une vie bien rangée, une belle maison, un mari psychiatre et des enfants pleins de vie. De même, leur autre sœur Helen mène une vie de romancière à succès et multiplie les amants. Leurs parents eux, vivent dans une belle résidence pour retraités.
Pourtant, quand on y regarde de plus près, Joy n'a pas grand-chose à envier à toute sa famille : le mari de Trish se révèle être un pédophile, attiré par les copains de leur fils de 11 ans (qui lui est obsédé par l'éjaculation qu'il n'arrive pas à avoir). Helen, elle, veut se faire violer par un pervers téléphonique afin de pouvoir en faire un livre. Quant aux parents retraités, la mère est droguée aux médicaments et son mari, aux tendances suicidaires, s'est désintéressé d'elle...

## Thème et controverse
Le personnage qui fait contrepoids dans cette logique est celui de Joy. Catégorisée comme "ratée" par la société qui l'entoure, frustrée par ses conquêtes et ses jobs, elle se révèle avoir du courage et de la ténacité.
Happiness provoqua une grande controverse notamment en ce qui concerne le personnage du psy pédophile. Celui-ci est présenté comme un père et un mari aimant, et sa profession est tout à fait respectable. Mais il ne peut lutter contre ses pulsions perverses, au point que, lorsque son fils lui demande s'il aurait pu le violer, il lui répond qu'il se serait plutôt masturbé en le regardant.
La suite de Happiness reprenant la plupart des personnages joués par de nouveaux acteurs (Allen, par exemple, est joué par un acteur afro-américain) et qui se déroule une dizaine d'années après sort le 28 avril 2010 en France et s'intitule Life During Wartime.

## Fiche technique
- Réalisation : Todd Solondz
- Scénario : Todd Solondz
- Production : David Linde et James Schamus
- Budget : 3 000 000 $
- Date de sortie : 16 octobre 1998
- Durée : 134 min
- Langue : Anglais

## Distribution
- Jane Adams : Joy Jordan, la sœur frustrée
- Jon Lovitz : Andy Kornbluth, le petit ami de Joy
- Philip Seymour Hoffman : Allen, le voisin d'Helen
- Dylan Baker : Bill Maplewood, le mari de Trish
- Lara Flynn Boyle : Helen Jordan, la sœur écrivain
- Cynthia Stevenson : Trish Maplewood, la sœur rangée
- Gerry Becker : le psychiatre de Bill
- Rufus Read : Billy Maplewood, le fils de Bill et Trish
- Louise Lasser : Mona Jordan, la mère
- Ben Gazzara : Lenny Jordan, le père
- Camryn Manheim : Kristina, la voisine d'Allen
- Arthur J. Nascarella (en) : Inspecteur Berman
- Molly Shannon : Nancy
- Jared Harris : Vlad, l'élève russe de Joy
- Elizabeth Ashley : Diane Freed

## Récompense
- British Independent Film Award du meilleur film étranger